# Op weg naar het Lagerhuis
Op weg naar het Lagerhuis (OWNHL) is een programma van de VARA waarin middelbare scholieren voornamelijk van havo en vwo, die in voorrondes door het hele land zijn geselecteerd, debatteren over uiteenlopende stellingen. De jury wordt gevormd door politici en andere bekende Nederlanders. De presentatie lag ieder jaar in handen van Menno Bentveld en is in 2019 overgenomen door Renze Klamer. Sinds 2020 is Amber Kortzorg de presentatrice.

## Geschiedenis
OWNHL is ontstaan als vervanging van het Jongeren lagerhuis, wat gebaseerd is op het televisieprogramma Het Lagerhuis. Sinds 1997 organiseert de VARA deze debatwedstrijd met jaarlijks een afsluitende tv-uitzending in het voorjaar.

## Organisatie
Sinds 2013 wordt OWHNL in opdracht van BNNVARA georganiseerd door Het Debatbureau.

## Debatformat
Bij Op weg naar het Lagerhuis wordt gebruikgemaakt van het debatformat Lagerhuis. Een debatvorm waarbij 10 tegen 10 gedebatteerd wordt zonder vaste spreektijden. Deze vorm is vrij informeel maar daardoor erg toegankelijk. Een andere ronde bestaat uit het Presidentieel debat ook wel 1-op-1-debat genoemd. Dit is een debat waarbij twee debaters tegenover elkaar staan en vijf minuten de tijd hebben om hun standpunt naar voren te brengen. Tijdens dit debat is het in principe niet de bedoeling dat de gespreksleider zich met het debat bemoeit, het is dus zaak dat iedere spreker zijn eigen spreektijd opeist. De laatste en vaak beslissende ronde is het 360-gradendebat. Dit werkt bijna hetzelfde als het Lagerhuisdebat, alleen klinkt er op enig moment een zoemer. Op dat moment wisselen de teams van standpunt. Later in het debat gebeurt dit nog een keer zodat het team weer terug is bij zijn startpositie.
Het 360-gradendebat is een in 2013 geïntroduceerd alternatief voor het vrijerollendebat. Het vrijerollendebat lijkt sterk op het Lagerhuisdebat, alleen mag iedere debater voor zichzelf bepalen of hij voor of tegen is. In dit debat kan het dus voorkomen dat je je eigen teamleden tegenspreekt. Dit maakt het debat lastig te jureren, daarom is er ook voor gekozen om het format te vervangen. Het 360-gradendebat is een lagerhuisdebat waarbij de teams na een bepaalde tijd van kant wisselen.
Sinds 2013 is er een nieuwe debatvorm, de V-Rede, toegevoegd, waarbij een debater een korte toespraak houdt over een maatschappelijke onderwerp dat hij of zij belangrijk vindt.

## Winnaars[1]
- 1999: St. Bonifatius College, Utrecht
- 2000: Praedinius Gymnasium, Groningen
- 2001: d'Oultremont College, Drunen
- 2002: SG Reigersbos, Amsterdam
- 2003: Etty Hillesum Lyceum, Deventer
- 2004: Oostvaarders College, Almere
- 2005: Udens College, Uden
- 2006: Etty Hillesum Lyceum, Deventer
- 2007: Meridiaan College, Amersfoort
- 2008: Stad en Esch, Meppel
- 2009: Dalton College, Voorburg
- 2010: Ubbo Emmius, Stadskanaal
- 2011: Erfgooiers College, Huizen
- 2012: Meridiaan College, Amersfoort
- 2013: Praedinius Gymnasium, Groningen
- 2014: Oostvaarders College, Almere
- 2015: Gymnasium JvO, Amersfoort
- 2016: Dalton College, Voorburg
- 2017: Praedinius Gymnasium, Groningen
- 2018: De Nassau, Breda
- 2019: Team All-Stars
- 2020: Iris Feld (Dalton College, Voorburg)*
- 2021: Mariam Talim (Bertrand Russell College, Krommenie) en Pepijn Vultink (Beekdal Lyceum, Arnhem)*  * Door corona kon er geen scholencompetitie worden gespeeld en werd de finale ingevuld met individuele kandidaten
- 2022: Gymnasium Novum, Voorburg
- 2023: Rijnlands Lyceum Sassenheim
- 2024: Gymnasium Novum, Voorburg

### Winnaars V-Rede
- 2014: Rada Ruijter, Zaanlands Lyceum, Zaandam
- 2015: Ama Boahene, Christelijk Gymnasium, Utrecht
- 2016: Lisa van der Geer, Lorentz Casimir Lyceum, Eindhoven
- 2017: Lieve Eberson, Stedelijk Gymnasium, Den Bosch
- 2018: Leon van der Deure, Etty Hillesum Lyceum, Deventer
- 2019: Hanneke Voskuilen, Meridiaan College, Amersfoort
- 2020: Zoë Heeg, Metzo College, Doetinchem
- 2021: Anna Jebose, Calandlyceum, Amsterdam
- 2022: Mila Klaver, Carolus Clusis College, Zwolle
- 2023: Intisar Maddoe, Utrechts Stedelijk Gymnasium

Referenties
1. ↑  Winnaars. Op Weg Naar Het Lagerhuis – BNNVARA. Geraadpleegd op 20 januari 2024.